# Edon Åslund
Edon Emanuel Åslund, född 21 maj 1921 i Långsele, död 20 december 2000 i Farsta församling, var en svensk teckningslärare, målare, tecknare och skulptör.
Efter avslutad skolgång reste han på ett par studieresor till bland annat Italien, Österrike och Tjeckoslovakien. Åslund var vid sidan av sitt arbete som teckningslärare verksam som konstnär. Han medverkade i Nationalmuseums utställning Unga tecknare och i olika samlingsutställningar i Södermanland. Hans bildkonst består av stilleben och landskapsmålningar utförda i akvarell eller i form av teckningar. Som skulptör utförde han mindre skulpturer i terrakotta. 